# Liane Offermanns
Liane Offermanns (* 28. Juli 1964 in Haslach) gehörte in der 11. Wahlperiode von 1992 bis 1996 als Mitglied der Republikaner dem Landtag von Baden-Württemberg an.
Nach ihrem Realschulabschluss 1983 in Freiburg im Breisgau arbeitete die Tochter eines „aktiven Sozialdemokraten“ in verschiedenen Aushilfsjobs als Verkäuferin und Serviererin.
1990 trat Offermanns der Partei Die Republikaner bei, für die sie bereits im Jahre 1992 im Wahlkreis Rottweil bei der Landtagswahl in Baden-Württemberg kandidierte und als jüngste Abgeordnete in das Landesparlament gewählt wurde. Bei der Landtagswahl 1996 trat sie nicht mehr an.
Liane Offermanns ist alleinerziehende Mutter dreier Kinder.